# Auferstehungskathedrale (Tokio)

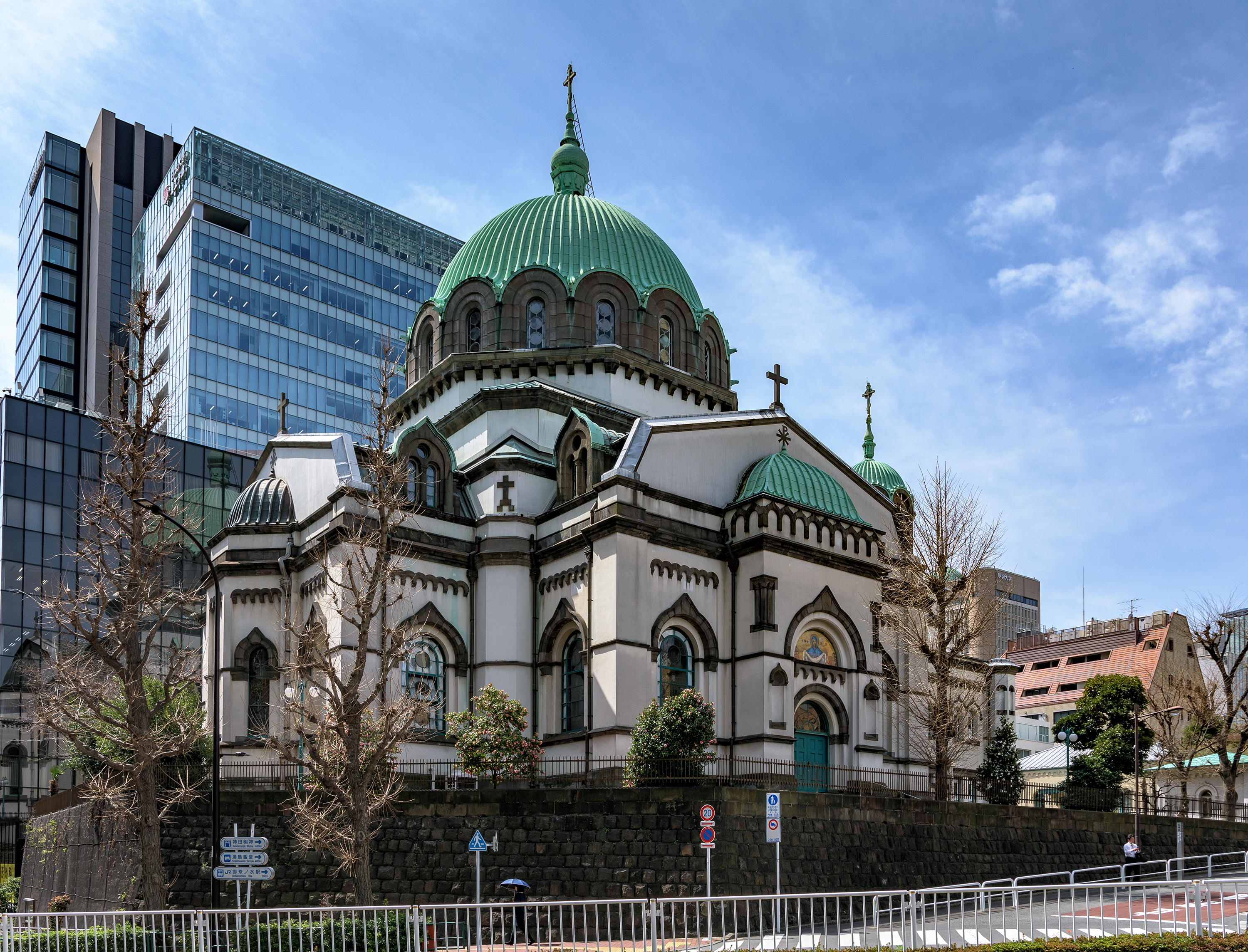
Auferstehungskathedrale (2019)

Die Kathedrale der Heiligen Auferstehung (復活大聖堂, fukkatsu daiseidō, Russisch: Токийский собор Воскресения), auch bekannt als Nikolai-dō (ニコライ堂, Deutsch: Haus des Nikolai) im Stadtteil Kanda, Chiyoda in Tokyo ist die Hauptkathedrale der Japanischen Orthodoxen Kirche. Der Bau der im byzantinischen Stil gehaltenen, kreuzförmigen Kirche, begann 1884 und wurde im Dezember 1891 vollendet.

## Baugeschichte
Der Entwurf von M. A. Schtschurupow wurde durch Josiah Conder modifiziert und später unter Nagago Taisuke ausgeführt. Die Kosten beliefen sich auf 240.000 Yen. Der Großteil wurde durch Spenden aus dem Russischen Reich aufgebracht. Beim Kantō-Erdbeben 1923 erlitt das Gebäude schwere Schäden. Neben dem Brand stürzte der Glockenturm auf die Kuppel. Der Wiederaufbau des Nikolai-dō verzögerte sich durch finanzielle Engpässe und durch die veränderten Verhältnisse im nachrevolutionären Russland deutlich. Erst 1929 wurde der Wiederaufbau der Kathedrale beendet. Dabei wurden Veränderungen am Gebäude vorgenommen, wenngleich der neue Entwurf von Okada Shinichiro der alten Kirche weitgehend ähnelt. So veränderte sich die Form des großen Kuppeldachs, und der Glockenturm – nun etwas näher an der zentralen Kuppel – zeigt eine geringere Höhe. Im Jahr 1962 wurde die Kathedrale zum wichtigen Kulturgut Japans (国定重要文化財, Kokutei jūyō bunkazai) ernannt.
Die erste, 1880 bei einer Reise nach Russland von Nikolai von Japan beauftragte Ikonostase der Kirche stammte aus der Werkstatt des russischen Hofikonenmalers Wassilij Makarowitsch Peschechonow (1818–1888). Sie wurde infolge des Brands durch das Kantō-Erdbeben 1923 zerstört, wie auch die angeschlossene Bibliothek und Schule.
Heute in der Kirche vorhandene Ikonen stammen unter anderem von Yamashita Rin.

## Galerie

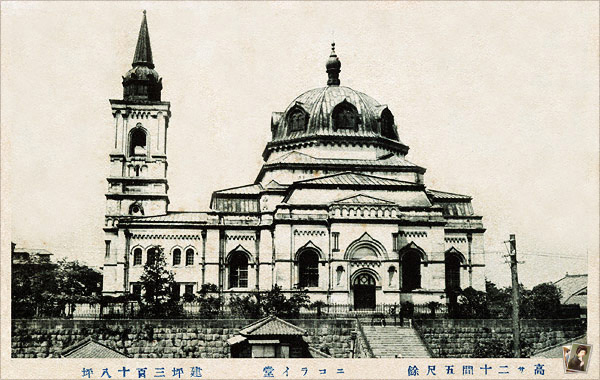
Kirche im Jahr 1891
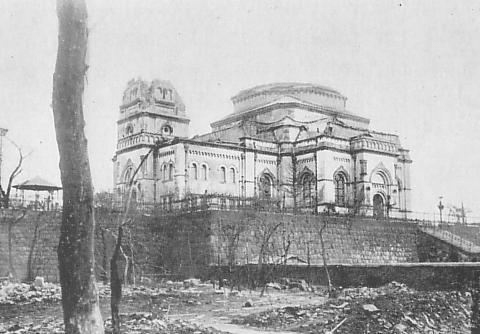
Nach dem Erdbeben von 1923
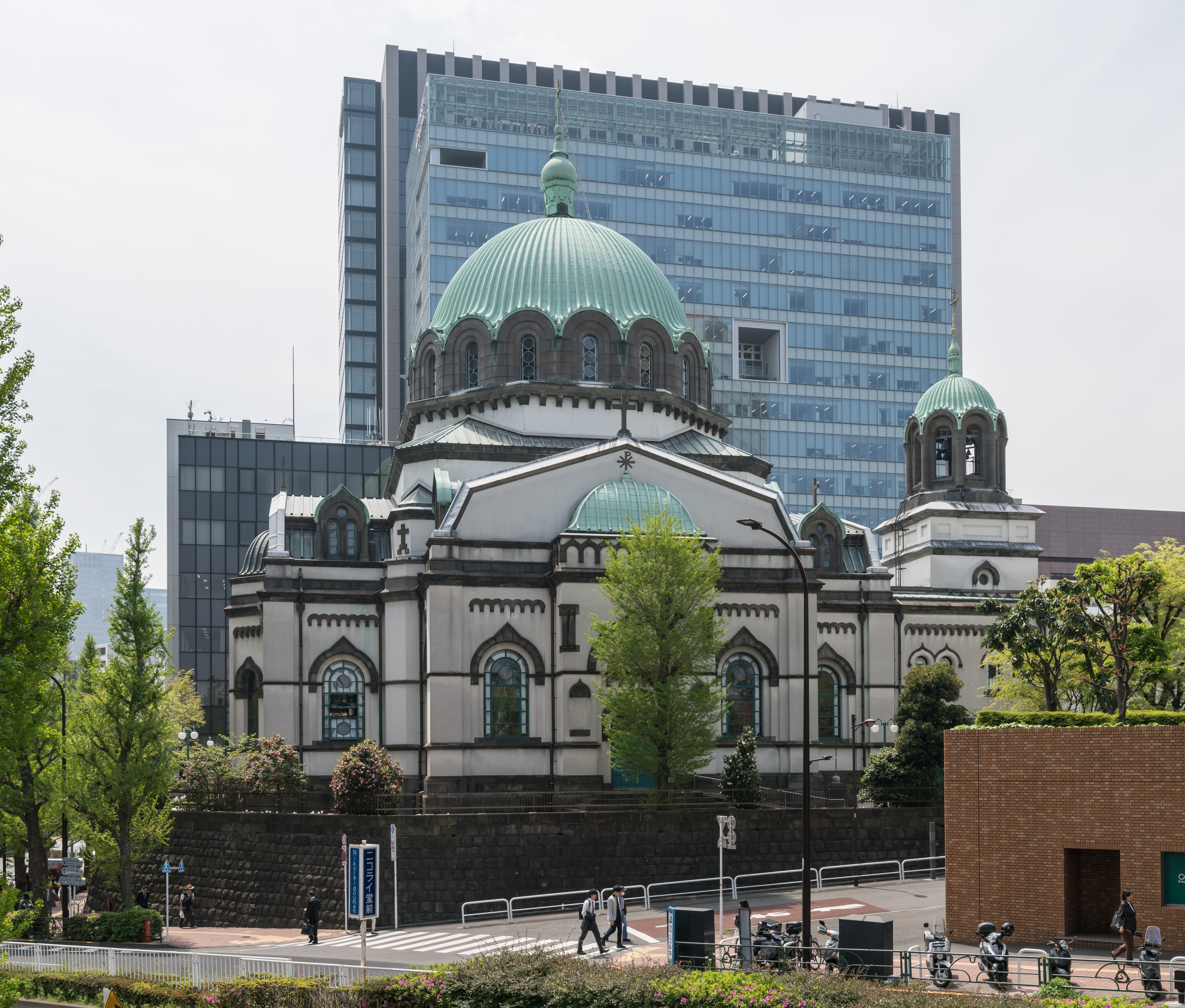
Blick von Norden (2019)
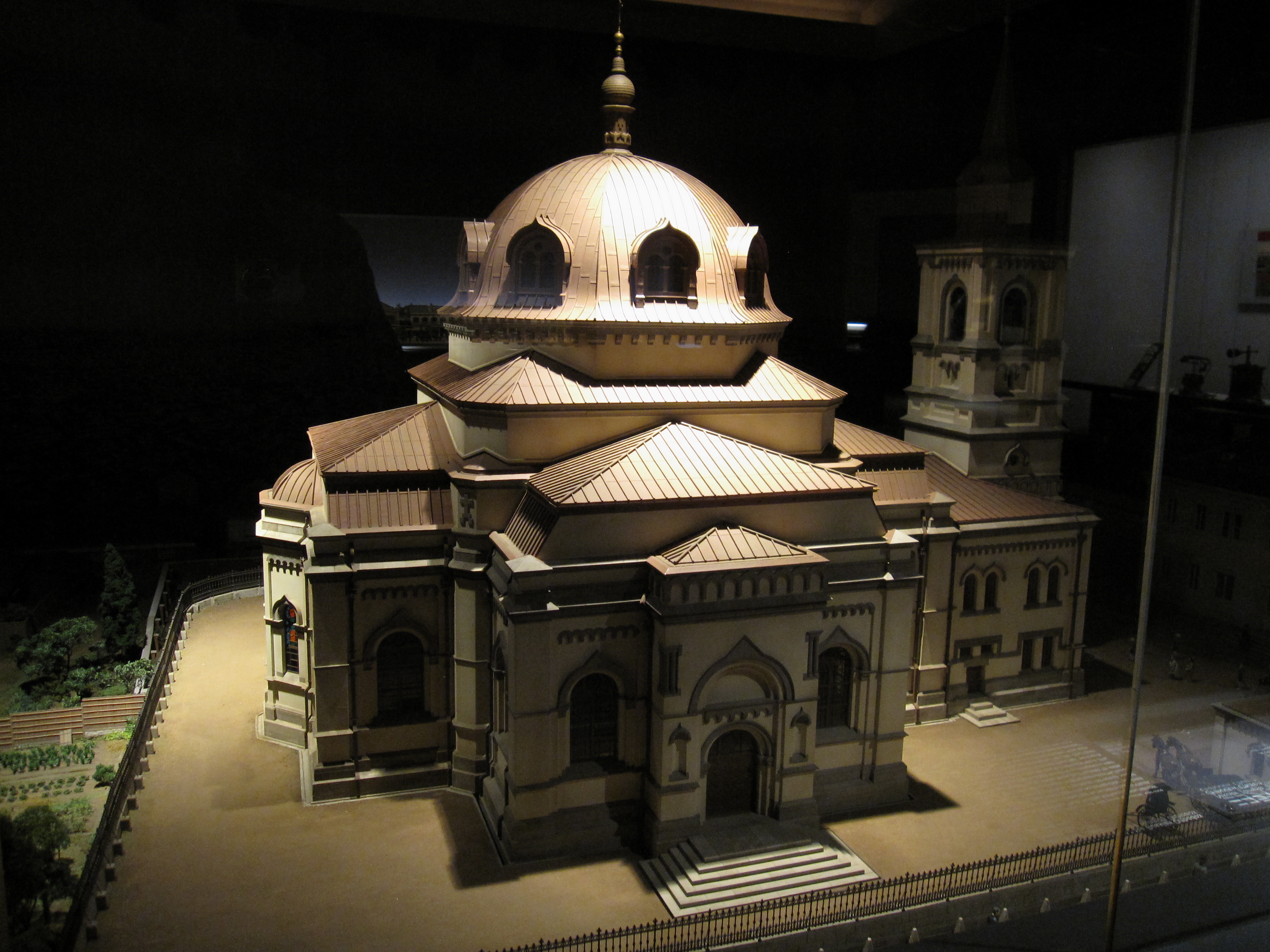
Modell der Ursprungskirche im Edo-Tokyo Museum
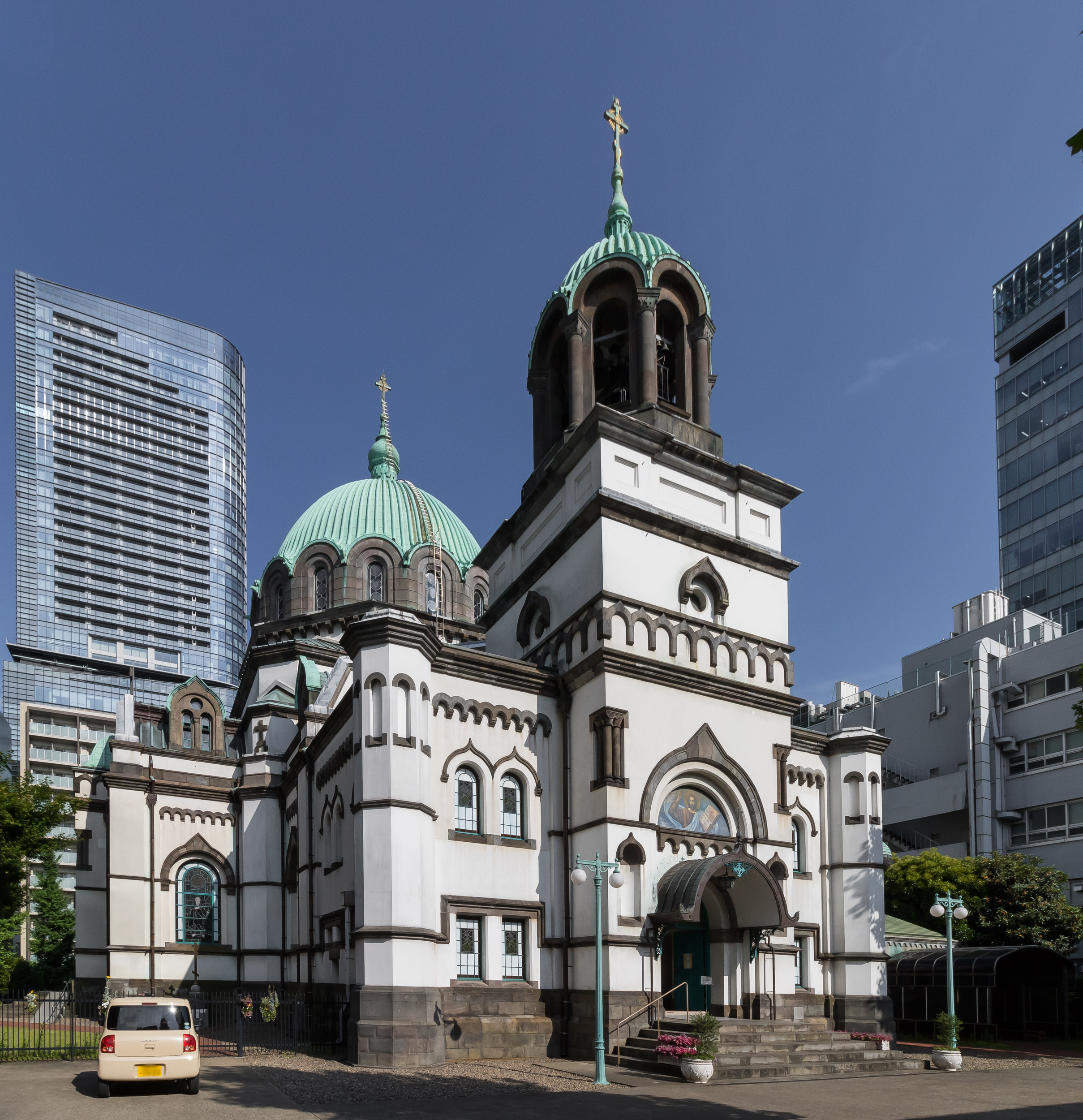
Ansicht der Eingangsseite
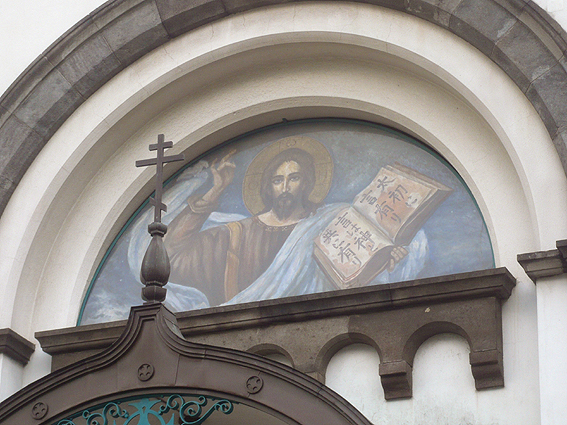
Malerei über dem Zugang